# 메탈리카 스루 더 네버
메탈리카 스루 더 네버(Metallica: Through the Never)는 2013년 공개된 미국의 스릴러 콘서트 영화이다.

## 줄거리
메탈리카의 로드 매니저인 트립은 공연을 앞두고 복잡한 심부름을 맡게 된다. 공연장으로 향하던 중, 그는 정체불명의 약을 복용하고 예상치 못한 사건들에 휘말린다. 트립은 텅 빈 거리에서 교통사고를 당하고, 혼란스러운 상황 속에서 죽은 경찰관, 폭동을 일으키는 사람들, 그리고 망치를 든 기사를 목격한다. 그는 도망치다 결국 목적지인 트럭을 발견하지만, 그 안에는 충격적인 광경만이 기다리고 있었다. 그는 그곳에서 가방을 들고 도망치지만, 폭도들에게 둘러싸인다. 절망에 빠진 트립은 자신의 몸에 기름을 붓고 불을 붙여 폭도들에게 달려든다. 이후, 그는 건물 옥상에서 깨어나고, 잃어버린 인형이 가방 옆에 놓여 있는 것을 발견한다. 트립은 기사에게 붙잡히지만, 망치로 기사를 무찌른다. 그 힘으로 도시는 파괴되고, 메탈리카의 공연장 또한 혼란에 빠진다. 하지만, 밴드는 예비 발전기를 이용하여 공연을 계속한다. 결국 트립은 인형과 가방을 들고 텅 빈 공연장으로 돌아온다. 마지막 장면에서는 클리프 버튼의 가방이 놓여있으며 영화는 끝맺는다. 이 영화는 메탈리카의 공연 실황과 트립의 초현실적인 모험을 교차하여 보여준다.

## 출연

### 주연
- 데인 드한
- 제임스 헷필드
- 라스 울리히

### 조연
- 커크 해밋
- 로버트 트루히요
- 토비 하그레이브

## 기타
- 프로듀서: 샤롯 허긴즈
- 세트: 엘리자베스 윌콕스
- 의상: 칼라 헷랜드